# Loonheffing
Loonheffing is in Nederland een heffing over loon.  De inhoudingsplichtige houdt de heffing in op het loon of de uitkering en draagt deze af aan de Belastingdienst.

## Nederlandse loonheffingen
Sinds 1 januari 2006 moet de werkgever de loonheffing, de premies werknemersverzekeringen, en de inkomensafhankelijke bijdrage Zorgverzekeringswet op één gecombineerde aangifte afdragen. Deze heffingen worden gezamenlijk, enigszins verwarrend, loonheffingen genoemd. Hieronder gaat het over de eerstgenoemde loonheffing (enkelvoud).

## Nederlandse loonheffing
Onder de loonheffing (LB/PV) wordt de gecombineerde heffing verstaan van:
- loonbelasting (LB)
- premie volksverzekeringen (PV; voor de AKW is geen premie verschuldigd):
  - premies Anw, Wlz
  - tot de eerste dag van de maand waarin men de AOW-leeftijd bereikt: premie AOW

Deze loonheffing is in het algemeen een voorheffing op de inkomensheffing, met betrekking tot een deel van het inkomen in box 1.
Artikel 58 van de Wet financiering sociale verzekeringen bepaalt dat de premie voor de volksverzekeringen wordt geheven met overeenkomstige toepassing van de voor de heffing van de loonbelasting geldende regels. Artikel 25 van de Wet op de loonbelasting 1964 bepaalt dat bij ministeriële regeling loonbelastingtabellen kunnen worden vastgesteld. De rekenvoorschriften en tabellen van de belastingdienst geven de totaalbedragen van de combinatie LB/PV. In uitzonderingsgevallen waarbij slechts een van beide verschuldigd is gelden afwijkende regels en tabellen, en/of herleidingsregels.
Het loontijdvak is de periode waarover het loon wordt genoten. Spreken de werknemer en zijn werkgever bijvoorbeeld af dat het salaris maandelijks verschuldigd is, dan is de maand het loontijdvak. Het aangiftetijdvak is het tijdvak waarover de werkgever de aangifte loonheffingen moet doen. Dit is meestal een periode van een kalendermaand of van vier weken. De werkgever kan per kalenderjaar kiezen tussen deze twee mogelijkheden. De keuze zal meestal samenhangen met die van het loontijdvak.
Om de tarieven niet alleen door middel van algoritmen, maar (voor de meest voorkomende gevallen) ook in niet al te grote tabellen te kunnen weergeven zijn er voor diverse loontijdvakken loonklassen waarbinnen de loonheffing gelijk is. De grootte van een loonklasse komt overeen met € 54 per jaar, dus bijvoorbeeld bij maandloon is de grootte van een loonklasse € 4,50. Het tijdvakloon (symbool tvl) wordt omgerekend naar een jaarloon (symbool L) door vermenigvuldiging met een omrekenfactor (symbool F), bijvoorbeeld 4 (kwartaalloon), 12 (maandloon), 52 (weekloon), of 260 (dagloon); dit jaarloon wordt naar beneden afgerond op een veelvoud van € 54 (symbool Lv). De formule is dus:
{\displaystyle L=\left\lfloor {\frac {tvl\times F}{Lv}}\right\rfloor \times Lv}
Daaruit wordt de loonheffing per jaar bepaald volgens de totaaltarieven van box 1, zonder heffingskortingen (symbool voor deze loonheffing: X1). Daarbij wordt rekenkundig afgerond op centen. Bij een loon vanaf de tweede schijf worden voor de loonheffing in de eerdere schijven voorgeschreven bedragen in hele euro's gehanteerd. Voor de genoemde afronding maakt het uiteraard niet uit of deze plaatsvindt voor of na optelling van het van toepassing zijnde voorgeschreven bedrag bij het berekende bedrag van de loonheffing in de laatste van toepassing zijnde schijf.
Voor de berekening van de loonheffing met inachtneming van heffingskorting wordt de totale in aanmerking genomen heffingskorting hiervan afgetrokken (symbool voor het resultaat: X). Daarbij wordt in alle gevallen naar beneden afgerond op euro's.
Er wordt rekening gehouden met de hieronder genoemde 6 heffingskortingen (van de in totaal 13). Dit wordt gedeeld door de betreffende factor en rekenkundig afgerond op hele centen.
De uitkomsten hangen af van loontijdvak, loonklasse, leeftijd en al of niet toepassen van algemene heffingskorting en andere heffingskortingen. Daartoe zijn er diverse tabellen met diverse kolommen. Met name zijn er de zogeheten groene tabellen voor loon uit vroegere dienstbetrekking, bijvoorbeeld pensioen, maar ook voor lijfrenteuitkeringen (loonheffing met en zonder algemene heffingskorting), en de zogeheten witte tabellen voor loon uit tegenwoordige dienstbetrekking (loonheffing zonder heffingskortingen, en loonheffing met algemene heffingskorting en arbeidskorting, met ook vermelding van de arbeidskorting zelf). Voor de arbeidskorting wordt bij het omrekenen naar een jaar rekening gehouden met 8% vakantiegeld. Deze tabellen worden de tijdvaktabellen genoemd. De kolommen voor de loonheffing zonder toepassing van heffingskortingen zijn in de groene tabellen gelijk aan die in de witte. Er zijn drie leeftijdsklassen: onder de AOW-leeftijd (aan het begin van de maand), vanaf de AOW-leeftijd en geboren in 1946 of later (wordt in 2019 nog geen 74 jaar), en geboren in 1945 of eerder (wordt in 2019 74 jaar of ouder).
Door de loonklassen kan een stijging van het belastbaar loon met € 0,01 per maand een daling van het nettoloon met een paar euro per maand tot gevolg hebben. Vervolgens kan het belastbaar loon nog € 4,49 per maand stijgen binnen dezelfde loonklasse, en dus resulteren in een nettostijging gelijk aan de brutostijging. Daardoor is er bij brutering het verschijnsel dat twee brutobedragen hetzelfde nettobedrag kunnen opleveren.
Voor loonbestanddelen die in de regel eens per jaar worden genoten (bijvoorbeeld vakantiegeld en bonussen) zijn er "tabellen bijzondere beloningen". Deze tonen geen bedragen maar percentages, het marginale loonheffingtarief, afhankelijk van het loon in het vorige jaar. Er is één groene en één witte tabel; deze hebben dezelfde bedragen en grotendeels dezelfde jaarloonklassen, ze verschillen alleen in het jaarloon tot waar het 0%-tarief geldt (afhankelijk van de kolom). Zie ook voordeelregel loonheffing.

### Loonheffingskorting
De loonheffingskorting is het gezamenlijke bedrag van zes specifieke heffingskortingen (bedragen per jaar). Als de heffingskorting in de Inkomstenbelasting afhankelijk is van een jaarinkomen wordt het loon omgerekend naar een jaarloon, en aan de hand daarvan de bijdrage aan de loonheffingskorting op jaarbasis berekend. De loonheffing op jaarbasis, berekend volgens het schijventarief, wordt verminderd met de totale loonheffingskorting op jaarbasis, en de resterende loonheffing op jaarbasis wordt omgerekend naar het loontijdvak. De afzonderlijke heffingskortingen zijn:
- Algemene heffingskorting
- Arbeidskorting – voor werknemers die loon uit tegenwoordige arbeid genieten. Bij meerdere werkgevers kiest de belastingplichtige er maximaal één die deze en de algemene heffingskorting toepast. Het loon voor het loontijdvak wordt omgerekend naar een jaarloon, waarbij rekening gehouden wordt met 8% vakantiegeld; dit geeft een jaarloon dat de basis vormt voor de berekening van de korting per jaar. Die wordt omgerekend naar het loontijdvak.
- Ouderenkorting
- Alleenstaande ouderenkorting (niet te verwarren met alleenstaande-ouderkorting). Alleen de Sociale Verzekeringsbank past de alleenstaande-ouderenkorting toe, bij uitbetaling van een AOW-uitkering.

Twee kortingen zijn niet in de tabellen verwerkt, maar worden apart toegepast:
- Jonggehandicaptenkorting
- Levensloopverlofkorting

De loonheffingskorting wordt per belastingplichtige bij maximaal één inhoudingsplichtige (werkgever of uitkeringsinstantie) toegepast, meestal naar keuze van de betrokkene. Bij een gedeeltelijke uitkering participatiewet als aanvulling op een klein ander inkomen geldt echter dat de gemeente de loonheffingskorting vermindert met het bedrag van elders benutte loonheffingskorting. Dit is dus een tussenvorm tussen wel en niet toepassen van de loonheffingskorting. In dit geval is de uitkeringsgerechtigde verplicht bij de andere inkomsten (voor zover afkomstig van een inhoudingsplichtige) de loonheffingskorting te laten toepassen.
De jonggehandicaptenkorting mag bij een andere inhoudingsplichtige worden toegepast dan de rest van de heffingskortingen.

### Anoniementarief
Onder uitzonderlijke omstandigheden moet de werkgever op loon het zogenoemde anoniementarief toepassen. Dit tarief bedraagt 52% van het loon (ook de heffingskorting mag in dat geval niet van de berekende belasting worden afgetrokken). Het anoniementarief moet onder meer worden toegepast indien de inhoudingsplichtige de identiteit van de werknemer niet conform de wettelijke voorschriften heeft kunnen vaststellen.

## Caribisch Nederland
In Caribisch Nederland wordt met loonheffing de gecombineerde heffing van loonbelasting en premies voor de algemene ouderdomsverzekering (AOV), algemene weduwen- en wezenverzekering (AWW) en het werknemersdeel van de zorgverzekering bedoeld. De loonheffing bedraagt 30,4%. De belastingvrije som en de eventuele kinder- of ouderentoeslag mogen slechts door één inhoudingsplichtige tegelijkertijd worden toegepast. 
Het anoniementarief bedraagt 35,4% en de belastingvrije som en toeslagen mogen in dat geval niet worden toegepast.